# Thulegate

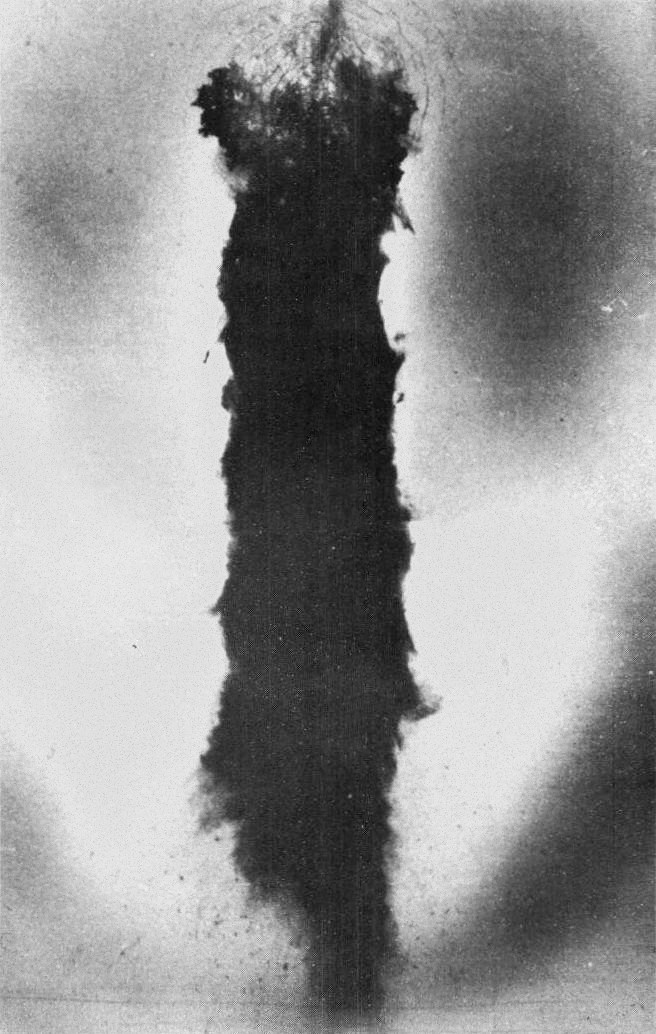
Havárie AFB B-52.

Aféra Thulegate je dobře zdokumentovaný případ porušování dánského zákazu jaderných zbraní na svém území ze strany Spojených států amerických v 60. letech 20. století, který po odhalení v 90. letech vyvolal v Dánsku politický skandál. Svůj název dostala aféra podle americké letecké základny Thule, respektive grónského města Qaanaaq (dříve Thule), nejbližšího města v oblasti, které je však asi 100 km vzdálené na sever od místa havárie, a podle analogie s mnohem známější aférou Watergate.

## Historie

### Havárie v roce 1968
V lednu roku 1968 havaroval v bezprostřední blízkosti základny letectva Spojených států v grónské stanici Pituffik (Thulské letecké základně) americký bombardér Boeing B-52 Stratofortress. Na veřejnost brzy pronikly informace, že na palubě tohoto letounu se nacházely jaderné zbraně. Tato havárie zničila osadu Narsaarsuk a poničila osady Pituffik a Moriusaq. V Dánsku, na jehož území zahrnujícím i Grónsko, platil od roku 1957 zákaz jaderných zbraní, to vyvolalo ostrou reakci obyvatelstva obviňující Spojené státy z opakovaného porušování tohoto zákazu. Představitelé americké i dánské vlády tato obvinění popřeli s tím, že havarující letoun nesměřoval původně do vzdušného prostoru Dánska, ale pouze se dostal do potíží a v Pituffiku se neúspěšně pokusil o nouzové přistání. Událost byla americkým ministerstvem obrany označena kódem Zlomený šíp.

### Odtajnění dokumentů v roce 1993
V roce 1993 však vyšlo z odtajněných dokumentů U.S. Air Force najevo, že americké bombardéry s jadernými zbraněmi na palubě přelétaly přes Grónsko téměř celá 60. léta nejméně 2× denně. Cílem těchto přeletů bylo monitorování radaru protivzdušné obrany Spojených států v Pituffické oblasti s možností rychlého jaderného útoku na Sovětský svaz v případě jeho zničení. Po tomto odtajnění zahájila dánská vláda interní vyšetřování, jehož výsledkem byla v červnu 1995 čtyřstránková zpráva určená dánskému parlamentu. Tato zpráva potvrdila informace o přeletech, ale ve snaze nevyvolat diplomatickou rozepři se Spojenými státy, označila incident za nedorozumění způsobené dánskou stranou. Podle této zprávy nese vinu bývalý dánský premiér H. C. Hansen, který v roce 1957 na schůzce s americkým velvyslancem odpověděl nejasně na otázku, zda si Dánsko přeje být informováno v případě, že se USA rozhodnou umístit v Grónsku své jaderné zbraně.
Krátce po vydání této zprávy se sešel tehdejší dánský ministr zahraničí Niels Helveg Petersen s americkým ministrem obrany Williamem Perrym a na následující tiskové konferenci ujistil veřejnost, že přes všechny informace o přeletech nebyly v Grónsku nikdy jaderné zbraně umístěny na zemi. Jen o několik dní později však dánská vláda Petersenovo tvrzení vyvrátila. Oznámila totiž, že podle informací, které nebyly známy před Petersenovým vystoupením, byly jaderné zbraně umístěny na grónském území dokonce ve dvou obdobích o souhrnné délce téměř sedm let.

### Polonezávislé vyšetřování
Následující polonezávislé vyšetřování všechny tyto skutečnosti potvrdilo. Překvapivě však došlo i k dalším odhalením. Přestože americká strana nepovolila přístup k žádným relevantním materiálům a dánská strana odmítla zpřístupnit materiály starší než z roku 1968, dospěla vyšetřovací komise k podezření, že i americké válečné lodě měly po dobu strávenou v dánských přístavech na palubě jaderné zbraně. Dalším závěrem komise bylo tvrzení, že dánská vláda v 60. letech věděla o americkém porušování dánského jaderného zákazu, avšak nepodnikla žádné kroky k jeho zamezení.